# Jonathan Gibson
Jonathan Michal Gibson (West Covina, California, 8 de noviembre de 1987) es un baloncestista estadounidense que actualmente pertenece a la plantilla del Sagesse BC de la Liga Libanesa de Baloncesto. Con 1,84 metros de estatura, juega en la posición de base.

## Trayectoria deportiva

### Universidad
Jugó cuatro temporadas con los Aggies de la Universidad Estatal de Nuevo México, en las que promedió 11,8 puntos, 1,9 rebotes y 1,8 asistencias por partido. Fue incluido en el segundo mejor quinteto de la Western Athletic Conference en 2010 tras liderar la conferencia en triples anotados.

#### Estadísticas
| Año     | Equipo           | PJ  | PT | MPP  | %TC  | %3P  | %TL  | RPP | APP | ROB | TPP | PPP  |
| ------- | ---------------- | --- | -- | ---- | ---- | ---- | ---- | --- | --- | --- | --- | ---- |
| 2006–07 | New Mexico State | 31  | 2  | 7.3  | .338 | .286 | .677 | .6  | .7  | .3  | .0  | 2.6  |
| 2007–08 | New Mexico State | 35  | 32 | 27.0 | .454 | .419 | .756 | 2.2 | 1.6 | .9  | .1  | 12.2 |
| 2008–09 | New Mexico State | 31  | 30 | 30.1 | .426 | .387 | .668 | 1.9 | 2.1 | 1.4 | .0  | 14.1 |
| 2009–10 | New Mexico State | 34  | 32 | 32.6 | .447 | .406 | .848 | 2.9 | 2.8 | 1.4 | .1  | 17.5 |
| Total   | Total            | 131 | 96 | 24.5 | .436 | .398 | .758 | 1.9 | 1.8 | 1.0 | .0  | 11.8 |

### Profesional
Tras no ser elegido en el Draft de la NBA de 2010, firmó contrato por una temporada con el Oyak Renault de la liga turca. Tras solo once partidos, en los que promedió 18.1 puntos, 3,9 rebotes, 3,3 asistencias y 2,0 robos de balón, club y jugador llegaron a un acuerdo para romper el contrato. Dos semanas más tarde fichó por el Ironi Ashkelon de la liga israelí por el resto de la temporada. En 16 partidos promedió 7,3 puntos y 1,3 asistencias.
En septiembre de 2011 firmó por una temporada con el Trabzonspor turco, Lideró la liga promediando 19,9 puntos por partido. En abril de 2012 firmó para disputar el final de la temporada con el New Basket Brindisi de la Legadue italiana. Logró el ascenso a la Serie A y además conquistó la Copa de Italia de Legadue,promediando 24,1 puntos en once partidos.
Al año siguiente decidió ir a jugar a la liga china al fichar por los Zhejiang Lions. Acabó siendo el máximo anotador de la liga, con 31,7 puntos por partido.
En 2014 firmó con el BC Nizhny Novgorod ruso, pero finalmente se rompió el contrato sin llegar a debutar. En el mes de abril se comprometió por un mes con el equipo iraní del Petrochimi Iman Harbour BC. Jugó 8 partidos, promediando 30,9 puntos.
En 30 de agosto de 2015 firmó contrato con los Qingdao DoubleStar, regresando a la liga china. Acabó promediando 42,0 puntos por partido, pero no fue el máximo anotador, ya que se vio superado por Jordan Crawford.
En julio de 2016 se unió a los Dallas Mavericks en las Ligas de Verano de la NBA. Con 28 años, fue uno de los jugadores más veteranos de las mismas. Rápidamente causó sensación, tras anotar en su primer partodo 30 puntos ante Miami Heat. Su sorprendente actuación en la liga de verano le valió para firmar un contrato por tres temporadas parcialmente garantizado. Pero fue despedido el 22 de octubre tras haber disputado siete partidos de pretemporada. El 18 de noviembre, debido a las bajas por lesión de Deron Williams, J. J. Barea y Devin Harris, firmó contrato de  nuevo con los Mavs, debutando esa misma noche, logrando 11 puntos y 3 asistencias como suplente de Seth Curry. La noche siguiente anotó 26 puntos ante Orlando Magic saliendo desde el banquillo, convirtiéndose en el primer jugador no elegido en el draft de la NBA en conseguir 26 puntos en uno de sus dos primeros partidos en la liga, desde que lo hiciera Lloyd Daniels en 1992. Después de 17 encuentros, el 27 de diciembre, es cortado por los Mavs.
El 8 de mayo de 2017, firma con los Anhui Dragons de la NBL china.
El 20 de septiembre de 2017, Gibson firma por segunda vez con los Qingdao DoubleStar Eagles de la CBA china.
El 6 de abril de 2018, vuelve a la NBA al firmar con los Boston Celtics y debutando esa misma noche.
Por tercera vez, el 11 de septiembre de 2018, firma con los Qingdao DoubleStar Eagles. Y el 4 de abril de 2019, vuelve a los Boston Celtics. Sin embargo, en esta ocasión, no llega a jugar ningún encuentros con los Celtics.
Vuelve a China para firmar, el 13 de noviembre de 2019, con los Jiangsu Dragons de la CBA.
La temporada siguiente, el 20 de septiembre de 2020, firma con los Beijing Ducks.
El 10 de enero de 2024 se incorporó al Sagesse BC de la Liga Libanesa de Baloncesto.

## Estadísticas de su carrera en la NBA

### Temporada regular
| Año     | Equipo | PJ | PT | MPP  | %TC  | %3P  | %TL  | RPP | APP | ROB | TPP | PPP |
| ------- | ------ | -- | -- | ---- | ---- | ---- | ---- | --- | --- | --- | --- | --- |
| 2016-17 | Dallas | 17 | 0  | 13.6 | .368 | .333 | .724 | 1.3 | 1.5 | .5  | .0  | 6.2 |
| 2017-18 | Boston | 4  | 0  | 10.0 | .609 | .500 | –    | .8  | 1.0 | .0  | .0  | 8.5 |
| Total   | Total  | 21 | 0  | 12.9 | .415 | .368 | .724 | 1.2 | 1.4 | .4  | .0  | 6.7 |